# Радиологично оръжие
Радиологично оръжие е оръжие, направено така че да разпръсква радиоактивен материал с цел да убива и/или да причинява разрушения чрез своето психологическо и финансово въздействие върху град или друг гъстонаселен район. Често като синоним се използва понятието „мръсна бомба“. (мръсната бомба е съставена от осем изотопа, използвани в промишлеността и медицината.)
Радиологичното оръжие не трябва да се бърка с ядреното оръжие - при него не се извършват ядрени реакции и основен поразяващ фактор е вредността на самия материал (обусловена най-вече от неговата радиоактивност), а не енергията, отделена при верижна реакция на ядрено разпадане или ядрен синтез.